# Vale of White Horse District
Vale of White Horse är ett distrikt (motsvarande kommun) i grevskapet Oxfordshire i England, Storbritannien. Distriktet har 142 116 invånare (2022). Större orter är 
Abingdon-on-Thames och Wantage. Distriktet är indelat i 70 civil parishes.